# Polycheles kermadecensis
Polycheles kermadecensis is een tienpotigensoort uit de familie van de Polychelidae. De wetenschappelijke naam van de soort is voor het eerst geldig gepubliceerd in 1920 door Sund.